# Il colchico e la rosa
Il colchico e la rosa è un film muto del 1921 diretto da Herbert Brenon.

## Produzione
Il film fu prodotto dalla Herbert Brenon Film Corporation.

## Distribuzione
Distribuito dalla Herbert Brenon Film Corporation, il film uscì nelle sale cinematografiche italiane nel 1921.

### Date di uscita
- Italia:	1921
- Regno unito: aprile 1921